# Чон Се Гюн
Чон Се Гюн (кор. 정세균, 丁世均, Jeong Segyun, Chŏng Segyun; нар. 5 листопада 1950) — корейський політик, спікер Національної асамблеї, прем'єр-міністр Республіки Корея 14 січня 2020 – 16 квітня 2021.
14 січня 2020 року парламентом країни затверджений на посаді голови уряду.
Раніше він був лідером головної опозиційної партії — Демократичної партії в 2008—2010 роках і двічі був головою попередниці Демократичної партії — партії Урідан, спочатку на тимчасовій основі з жовтня 2005 року по січень 2006 року, а потім на постійній основі з лютого 2007 року до розпуску партії Урідан у серпні 2007 року.
9 червня 2016 року був обраний на дворічний термін спікером Національної асамблеї

## Раннє життя та освіта
Чон народився в селі Донх'ян у Цзинані, Північна Чолла. В 1966—1969 роках навчався у середній школі Чонджу-Сінхин у Чонджу, де він був студентським репортером і головою студентської ради. Вивчав право в Університеті Корьо, там також був головою студентського союзу. 1983 року здобув ступінь магістра у Школі державної служби ім. Вагнера у Нью-Йоркському університеті, ступінь магістра ділового адміністрування в Університеті Пеппердін 1993 року та докторський ступінь з бізнес-управління в Університеті Кьонхі 2000 року.